# Rômulo José Cardoso da Cruz
Rômulo José Cardoso da Cruz, meglio noto come Rômulo (Marialva, 8 febbraio 2002), è un calciatore brasiliano, attaccante del RB Lipsia.

## Carriera
Cresciuto nel settore giovanile dell'Athl. Paranaense, ha esordito in prima squadra il 16 novembre 2021, disputando l'incontro del Brasileirão perso 0-1 contro l'Atlético Mineiro.
Dopo un'ottima stagione e mezza in Süper Lig con la maglia del Göztepe, in cui totalizza 18 reti in 42 presenze (22 in 46 considerando anche la Türkiye Kupası), il 15 agosto 2025 viene ingaggiato a titolo definitivo dal RB Lipsia, in Bundesliga, per una cifra totale di 25 milioni di euro.

## Statistiche

### Presenze e reti nei club
Statistiche aggiornate al 15 agosto 2025.
| Stagione                | Squadra                 | Campionato              | Campionato | Campionato | Coppe nazionali | Coppe nazionali | Coppe nazionali | Coppe continentali | Coppe continentali | Coppe continentali | Altre coppe | Altre coppe | Altre coppe | Totale | Totale |
| Stagione                | Squadra                 | Comp                    | Pres       | Reti       | Comp            | Pres            | Reti            | Comp               | Pres               | Reti               | Comp        | Pres        | Reti        | Pres   | Reti   |
| ----------------------- | ----------------------- | ----------------------- | ---------- | ---------- | --------------- | --------------- | --------------- | ------------------ | ------------------ | ------------------ | ----------- | ----------- | ----------- | ------ | ------ |
| 2021                    | Athl. Paranaense        | A1/PR+A                 | 0+1        | 0          | CB              | 0               | 0               | CS                 | 0                  | 0                  | -           | -           | -           | 1      | 0      |
| 2022                    | Athl. Paranaense        | A1/PR+A                 | 12+26      | 6+1        | CB              | 2               | 1               | CL                 | 9                  | 1                  | RS          | 2           | 0           | 51     | 9      |
| 2023                    | Athl. Paranaense        | A1/PR+A                 | 5+18       | 0          | CB              | 1               | 0               | CL                 | 4                  | 1                  | -           | -           | -           | 28     | 1      |
| 2024                    | Athl. Paranaense        | A1/PR+A                 | 1+0        | 0          | CB              | 0               | 0               | CL                 | 0                  | 0                  | -           | -           | -           | 1      | 0      |
| Totale Athl. Paranaense | Totale Athl. Paranaense | Totale Athl. Paranaense | 63         | 7          |                 | 3               | 1               |                    | 13                 | 2                  |             | 2           | 0           | 81     | 10     |
| gen.-giu. 2024          | Göztepe                 | 1L                      | 13         | 5          | TK              | 0               | 0               | -                  | -                  | -                  | -           | -           | -           | 13     | 5      |
| 2024-2025               | Göztepe                 | SL                      | 29         | 13         | TK              | 4               | 4               | -                  | -                  | -                  | -           | -           | -           | 33     | 17     |
| Totale Göztepe          | Totale Göztepe          | Totale Göztepe          | 42         | 18         |                 | 4               | 4               |                    | -                  | -                  |             | -           | -           | 46     | 22     |
| 2025-2026               | RB Lipsia               | BL                      | -          | -          | CG              | -               | -               | -                  | -                  | -                  | -           | -           | -           | -      | -      |
| Totale carriera         | Totale carriera         | Totale carriera         | 105        | 25         |                 | 7               | 5               |                    | 13                 | 2                  |             | 2           | 0           | 127    | 33     |